# Joseph Khalil Aoun
Joseph Khalil Aoun (arab. ‏جوزيف خليل عون‎; ur. 10 stycznia 1964 w Sin el Fil) – libański generał i polityk, od 2025 prezydent Libanu.

## Życiorys
Pochodzi z chrześcijańskiej wspólnoty maronickiej.
8 marca 2017 został mianowany na stanowisko Dowódcy Libańskich Sił Zbrojnych, zastępując tym samym gen. Jeana Kahwaji.
9 stycznia 2025 Zgromadzenie Narodowe wybrało go na urząd prezydenta Libanu, który  objął tego samego dnia. Następnego dnia złożył przysięgę prezydencką na posiedzeniu parlamentu.
Mówi płynnie po angielsku i francusku. Nie jest spokrewniony z byłym prezydentem Michelem Aounem.